# Anyanyelv-elsajátítás
„Az anyanyelv-elsajátítás pszicholingvisztikai értelmezés szerint az a gyermekkorban – elsőként vagy az elsők egyikeként – elsajátított kommunikációs eszköz, amely a nyelv hangzó változatának, a beszédnek a produkcióját és feldolgozását, vagyis a mások hangos közlésének észlelését és megértését jelenti” (Gósy 2005: 241).

## Elméleti kérdések, felfogások, modellek

### Alapkérdések
Az anyanyelv elsajátításával kapcsolatban felmerülnek kérdések, amelyekre a nyelvelsajátítással foglalkozó kutatók keresik a választ. Például miképpen kerül az (anya)nyelv az agyba, a nyelv ismeretével születünk, vagy később sajátítjuk el? Valamint miként sajátítja el a gyermek a nyelvet?

### Elméleti megközelítések
Három fő elméleti megközelítés alakult ki, amelyből kettő hagyományosnak tekinthető. Mindegyik megközelítés arra keresi a választ, hogy miként került a nyelv az agyba. Az empirista felfogás szerint az ideák a tapasztalás következményei, tehát nincsen ismeret az agyunkban. John Locke azt állította, hogy egy üres lap (tabula rasa) az ember tudata születésekor, és minden tudásunk érzékszervi tapasztalás eredménye. Míg a racionalista megközelítés szerint az alapideák már születésünktől a tudatunkban vannak. Ez a felfogás Arisztotelészre vezethető vissza és az innátahipotézisre, amely szerint az alapismeret az emberrel veleszületett. Ez az alapismeret elevenítődik fel az ész és az értelem által.
Noam Chomsky ötvözte az empirista és a racionalista felfogást. Chomsky szerint a születés pillanatában az alapismeretek bizonyos formái már léteznek az emberi tudatban. A nyelvvel kapcsolatos ideák univerzálisak, vagyis alapot adnak, amelyre bármely nyelv grammatikája ráépülhet. Chomsky felfogásában az univerzális grammatika biztosítja az anyanyelv elsajátítását a tapasztalás segítségével.

### Nyelvelsajátítási modellek
Háromféle modelltípust különböztetünk meg:
1.	Szintaxisközpontú modellek
2.	Szemantikai és kognitív modellek
3.	Cselekvésközpontú modellek

## A „vad gyermekek”
Hérodotosz írta le azt a legendát, amely I. Psamtik fáraóról szól, aki arra volt kíváncsi, hogy mi lehetett az emberiség ősnyelve. A fáraó két kisgyermeket pásztorok gondjaira bízott, de megtiltotta nekik, hogy beszéljenek a gyerekekhez. Úgy gondolta, hogy az a nyelv amin először megszólalnak majd az lehetett az emberiség ősnyelve. A pásztorok a bekosz szót hallották tőlük először, ami a fríg nyelvben a kenyér, ezért a fáraó elfogadta a fríg nyelvet az emberiség „eredeti” nyelvének. Ha a legenda valóságos eseményeken alapszik, akkor valószínűleg a gyerekek a kecskék mekegését utánozhatták a bekoszra emlékeztető hangsorral. 
IV. Jakab skót király gyermekeket különíttetett el, akik a király szerint tökéletes héber nyelven szólaltak meg. Egy másik kísérlet, ami a 16. században élt Nagy Akbár mogul fejedelemhez nevéhez kapcsolódik, ellenben arról számol be, hogy az elkülönített gyermekek egyáltalán nem szólaltak meg.
Több feljegyzés született az ún. vad gyermekekről, akiket valamennyi ideig állatok neveltek, erdőkben és emberi településektől távoli területeken éltek. 1800-ban az erdőben egy 11 év körüli fiút találtak Franciaországban, Saint-Sernin falu közelében. A kisfiú Viktor, az aveyroni vad fiú (en: Victor of Aveyron) néven ismert és mindent megtettek a megfelelő neveléséért, fejlesztéséért, de mégsem tudta elsajátítani az emberi nyelvet és beszédet. Viszont érdeklődést mutatott a logikai jellegű feladatok iránt, és később megtanult írni, de élete végéig képtelen volt megtanulni beszélni.
1970-ben egy amerikai kisvárosban találtak egy 12 éves kislányt, Genie-t, aki csaknem egy üres szobában zártan élt, és senki nem beszélt hozzá. Apja verte és anyja értelmi fogyatékos volt. A kislány rossz fizikai és szellemi állapotban volt, a közléseket nem értette és taglejtésekkel kommunikált. Az évek során jelentős fejlődésen ment keresztül, viszont mind a beszédprodukcióban, mind a beszédmegértésben nagy elmaradást mutatott és beszéde agrammatikus maradt. Pszicholingvisztikai szempontból fontos és ismer még Helen Keller története is.

## Az anyanyelv-elsajátításkritikus periódusa
Az anyanyelv elsajátítása nem korlátlan időszak, hiszen „az agy csak egy bizonyos életkorig marad rugalmas annyira, hogy képes a nyelvi és beszédfolyamatok kívánt szintű vezérlésére” (Gósy 2005: 252). Lenneberg hipotézise szerint a nyelvelsajátítás nem az általános intelligenciától függ és a kritikus periódust 1 és 5–10 év közé teszi, emellett úgy gondolja, hogy az anyanyelv-elsajátítás az agykérgi aszimmetriák kialakulásával zárul le. Hagyományosan kétféle felfogása van a kritikus periódusnak. Az egyik szerint, ami nem megy végbe a periódus előtt, azt később már nem lehet elsajátítani. Lenneberg felfogása is ezzel egyezik. Míg a másik felfogás szerint ez egy rendkívül érzékeny életszakasz, amelyben az elsajátítás gyorsabban működik, de a kritikus időszak után is létrejöhet az anyanyelv-elsajátítás, csak nehezebben. A kutatók feltételeznek egy első biológiai sorompót, amely 6-7 éves korra tehető. „Körülbelül ez az utolsó időpont ahhoz, hogy a gyermek megkezdje az anyanyelv-elsajátítást ahhoz, hogy maradéktalanul sikeres legyen” (Gósy 2005: 252). Léteznie kell egy második biológiai sorompónak is, amit a kutatók a 10-13 éves kor közötti időszakra tesznek.

## Preverbális hangjelenségek
Újszülött korban kezdődik a gyermekek anyanyelv elsajátítása, amely folyamatosan fejlődik tovább. Két nagy szakaszra oszthatók a megszületés utáni időszak hangjelenségei. Megkülönböztetjük a kifejező sírást, amelyet a második héttől hallat a baba és a 3-4. héttől kezdve megjelenik a gőgicsélés, amely szoros értelemben a beszéd preverbális hangjelensége. 
A kifejező sírás egyfajta kommunikációs eszköz a kisbaba számára és ugyanazok a beszédszervek hozzák létre, amelyek később a gőgicsélést és a valódi beszédet.

### Gőgicsélés
Gőgicsélésnek a csecsemő azon hangjelenségeit nevezzük, amelyek nem fiziológiás eredetűek, azaz nem köhögés, tüsszentés, csuklás és nem sírás. A gőgicsélésnek fontos szerepe van a beszéd kialakulásában és megfelelő fejlődésében. Kialakulása a 3. és a 6. hét között, ritkábban a 7. és a 8. héten kezdődik. A gőgicsélés késéséről akkor beszélünk, ha a csecsemő két hónapos koráig nem kezdett el nem fiziológiás hangjelenségeket produkálni. A késés előre jelezheti, hogy az anyanyelv-elsajátítás nem fog működni vagy elmaradások, zavarok várhatóak a későbbiekben. A gőgicsélés közben a csecsemő az artikulációs mozgások miatt örömet érez, emellett a létrejött hangok akusztikai sajátosságai külön élményt nyújtanak neki. A súlyosan nagyothalló és siket kisbabák is elkezdenek gőgicsélni, majd ez fokozatosan elszegényesedik, végül pedig abbamarad, mivel nincsen hangzásélményük, nincsen, ami motiválja az újabb artikulációs mozgások kipróbálására.